# جيمس ديفيد ماكدونالد
جيمس ديفيد ماكدونالد هو محامي وسياسي كندي، ولد في 1922. حزبياً، نشط في الرابطة التقدمية المحافظة في ألبرتا ‏.